# Distrito de Diepholz
El Distrito de Diepholz (en alemán: Landkreis Diepholz) es un distrito rural (Landkreis) ubicado en el medio geográfico del estado federal de Baja Sajonia (Alemania). La capital distrito es Diepholz.

## Geografía
Limita al norte con el estado federal de Bremen, al noroeste y al este con el distrito de Verden así como al sudeste y sudoeste con el distrito de Nienburg-Weser, al sur con el distrito del estado federal de Renania del Norte-Westfalia Minden-Lübbecke, al sudsudeste y oeste del distrito Osnabrück, al sudoeste y este con Vechta, al noroeste con Oldemburgo y al norte con la ciudad de Delmenhorst.

## Composición del distrito
Los habitantes indicados corresponden al censo realizado el 30 de junio de 2005.
Einheitsgemeinden
| 1. Bassum, ciudad (16.169) 2. Diepholz, ciudad (16.562) 3. Stuhr (32.555) 4. Sulingen, ciudad (13.287) | 1. Syke, Große selbständige Stadt (24.403) 2. Twistringen, ciudad (12.535) 3. Wagenfeld (7.251) 4. Weyhe (30.355) |

Samtgemeinden mit ihren Mitgliedsgemeinden
* Sitz der Samtgemeindeverwaltung
| - 1. Samtgemeinde Altes Amt Lemförde (7.820) 1. Brockum (1.081) 2. Hüde (1.062) 3. Lembruch (1.007) 4. Lemförde, Flecken * (2.901) 5. Marl (571) 6. Quernheim (455) 7. Stemshorn (743) - 2. Samtgemeinde Barnstorf (12.153) 1. Barnstorf, Flecken * (6.107) 2. Drebber (3.078) 3. Drentwede (1.054) 4. Eydelstedt (1.914) - 3. Samtgemeinde Bruchhausen-Vilsen (17.636) 1. Asendorf (3.302) 2. Bruchhausen-Vilsen, Flecken * (6.141) 3. Engeln (1.159) 4. Martfeld (2.988) 5. Schwarme (2.485) 6. Süstedt (1.561) | - 4. Samtgemeinde Kirchdorf (9.080) 1. Bahrenborstel (1.347) 2. Barenburg, Flecken (1.294) 3. Freistatt (932) 4. Kirchdorf * (2.864) 5. Varrel (1.783) 6. Wehrbleck (860) - 5. Samtgemeinde Rehden (5.877) 1. Barver (1.109) 2. Dickel (532) 3. Hemsloh (625) 4. Rehden * (1.804) 5. Wetschen (1.807) | - 6. Samtgemeinde Schwaförden (7.230) 1. Affinghausen (925) 2. Ehrenburg (1.661) 3. Neuenkirchen (1.158) 4. Scholen (851) 5. Schwaförden * (1.505) 6. Sudwalde (1.130) - 7. Samtgemeinde Siedenburg (4.901) 1. Borstel (1.381) 2. Maasen (535) 3. Mellinghausen (1.094) 4. Siedenburg, Flecken * (1.301) 5. Staffhorst (590) |